# Hørbylunde Bakke
Hørbylunde Bakke är en plats omkring 10 km väster om  Silkeborg i Danmark, där den danske prästen och motståndsmannen Kaj Munk mördades av Gestapo den 4 januari 1944.